# PURE POTATO
PURE POTATOは、湖池屋が販売するポテトチップスのブランドの一つ。「じゃがいも心地」と「じゃがいもの余韻」の2つのシリーズがある。

## 概要
じゃがいも心地はその日その日に吟味されたじゃがいもを厚切りにされてあり、じゃがいも本来の味や旨みを楽しめるようになっているという商品である。元々秋季冬季限定で発売されたのだが、人気があったため、2019年3月11日から通年販売されるようになった。
じゃがいもの余韻は厚切りにしたじゃがいもを湖池屋独自のFINCUTで短冊状にしている。また、味付けも少しじゃがいも心地より贅沢感がある。2019年7月下旬に関東・甲信甲信越地方で先行発売、8月19日に全国のコンビニエンスストアでの発売を開始、9月23日にはスーパーマーケットでの取り扱いも開始した。

## じゃがいも心地
オホーツクの塩と岩塩
- 「オホーツクの塩と岩塩の合わせ塩味」として2018年9月17日全国コンビニエンスストアで、9月24日全国スーパーマーケット等で順次発売（秋冬限定）[4]。2019年3月11日より通年発売[2]。9月23日に全国コンビニエンスストア、9月30日に全国スーパーマーケット等で順次リニューアル[5]。2020年3月30日に4連（13g×4）と75g（75gはコンビニエンスストア限定サイズ、4連は全国コンビニエンスストアで発売後、4月6日に全国スーパーマーケット等に拡大発売）[6]、4月6日に大容量の125gが順次追加され、サイズバリエーションを増やした[7]、9月14日名称を変更してリニューアル[8]。9月28日チャック付き大袋「いつでもチャック」を追加発売[9]。2022年9月19日リニューアル[10]。

じゃがいもの味を深める香り立ち醤油味
- 2018年9月17日全国コンビニエンスストアで、9月24日全国スーパーマーケット等で順次発売（秋冬限定）[4]。2019年3月11日より通年発売[2]。9月23日に全国コンビニエンスストア、9月30日に全国スーパーマーケット等で順次リニューアル[5]。

バジル&ピールの清涼仕立て
- 2019年7月15日全国コンビニエンスストアで、7月22日全国スーパーマーケット等で順次発売[11]。

バターの魅惑と岩塩
- 「富良野産生乳の絶妙バター」として2018年12月発売（秋冬限定）[2]、2019年3月11日より通年発売[2]、10月28日名称を「富良野産生乳のバター」に変更してリニューアル[12]。2020年12月14日季節限定品として再発売[13]。2021年9月20日季節限定品として再々発売[14]。2022年12月10日リニューアルを行い名称を変更[15]。

有明海の恵み 焼き海苔
- 2019年12月2日全国コンビニエンスストアで発売、12月9日全国スーパーマーケット等で発売[16]。

一番搾りごま油と岩塩
- 2020年2月24日全国コンビニエンスストアで発売、3月2日全国のスーパーマーケット等で発売[17]。9月14日リニューアル[8]。2022年9月19日リニューアル[10]。

ペペロンチーノソルト
- 2020年6月15日全国コンビニエンスストアと湖池屋オンラインショップで、6月22日全国スーパーマーケット等で発売[18]。2021年6月14日全国コンビニエンスストアと湖池屋オンラインショップで、6月21日全国スーパーマーケット等で再発売[19]。

瀬戸内青のりと天海の塩
- 2020年9月14日発売[8]。

王道ポテトサラダ
- 2021年3月1日全国コンビニエンスストアと湖池屋オンラインストアで、3月8日全国のスーパーマーケット等で発売[20]。

トリュフと岩塩
- 2022年3月14日発売[21]。9月19日リニューアル[10]。

伝説のペッパーと岩塩
- 2022年7月11日発売[22]。9月19日リニューアル[10]。

モッツアレラチーズと岩塩
- 2023年3月13日発売[23]。

### 厚切りひとくちカット
オホーツクの塩と岩塩
- 2020年3月9日に全国コンビニエンスストア、3月16日に全国スーパーマーケット等で発売[24]。2022年9月5日リニューアル[10]。

富良野産生乳のバター
- 2020年3月9日に全国コンビニエンスストア、3月16日に全国スーパーマーケット等で発売[24]。

一番搾りごま油と岩塩
- 2021年4月5日発売[25]。

伝説のペッパーと岩塩
- 2023年4月10日発売[26]。

### ブランド芋くらべシリーズ
数量限定のシリーズ。2020年11月発売分から「ブランド芋くらべ」のシリーズ名称が付く。2022年からは湖池屋オンラインショップ限定で北海道以外のブランド芋を使用した製品も登場する。
塩とホタテの旨みで（スノーマーチ）
- 2019年11月18日発売[27]。

塩と北海道産バターで（ひかる）
- 2019年11月18日発売[27]。

塩と野菜の味わいで（きたかむい）
- 2019年11月18日発売[27]。

野菜だし塩（きたむかい）
- 2020年11月2日発売[28]。

黒こしょう塩（サッシー）
- 2020年11月2日発売[28]。

スノーマーチ
- 「スノーマーチ（平釜の塩）」として2021年10月18日発売[29]。2022年10月17日改名・リニューアルの上で再発売[30]

ひかる
- 「ひかる（焼き塩）」として2021年10月18日発売[29]。2022年10月17日改名・リニューアルの上で再発売[30]。

きたむかい
- 「きたむかい（平釜の塩）」として2021年11月8日発売[29]。2022年11月7日改名・リニューアルの上で再発売[30]。

サッシー
- 「サッシー（焼き塩）」として2021年11月8日発売[29]。2022年11月7日改名・リニューアルの上で再発売[30]。

ながさき黄金
- 2022年6月16日湖池屋オンラインショップ限定で発売[31]。2023年5月25日リニューアルの上再発売[32]。

艶さやか
- 2022年8月18日湖池屋オンラインショップ限定で発売[33]。

マチルダ
- 2022年11月7日発売[30]。

## じゃかいもの余韻

### 2019年12月まで
薫るトリュフ&岩塩
- 2019年7月22日に関東・甲信越(静岡含む)のコンビニエンスストアで、2019年8月19日に全国コンビニエンスストアで、2019年9月23日に全国スーパーマーケット等で発売[34]。

新鮮な出逢い ココナッツ&ペッパー
- 2019年7月22日に関東・甲信越(静岡含む)のコンビニエンスストアで、2019年8月19日に全国コンビニエンスストアで、2019年9月23日に全国スーパーマーケット等で発売[34]。

### 2019年12月から（幅広カット)
トリュフ&岩塩
じゃがいもとオニオン バルサミコ仕立て
- 2019年12月9日発売[35]